# Smicridea ulmeri
Smicridea ulmeri är en nattsländeart som beskrevs av Banks 1939. Smicridea ulmeri ingår i släktet Smicridea och familjen ryssjenattsländor. Inga underarter finns listade i Catalogue of Life.